# Banffshire
Banffshire (/ˈbæmfʃə/), en gaélique écossais Siorrachd Bhanbh, est une des régions de lieutenance d'Écosse. Le comté est resté largement catholique après la Réforme et a longtemps souffert des persécutions et des discriminations des protestants presbytériens.